# Кароліна Балажикова
Кароліна Балажикова (словац. Karolína Balážiková, 26 квітня 2001) — словацька плавчиня. Учасниця Чемпіонату світу з водних видів спорту 2017, де в марафонському плаванні на дистанції 10 км посіла 56-те місце.